# چارلز لوک
چارلز لوک (انگلیسی: Charles Luck; ۱۹ نوامبر ۱۸۸۶ – تاریخ ورودی نامعتبر است) ژیمناست هنری اهل بریتانیا بود.